# Livia de sociis
Livia de sociis va ser el nom de dues antigues lleis sobre els aliats romans presentades pel tribú de la plebs Marc Livi Drus datades l'any 91 aC.
La primera prohibia fuetejar amb vares a cap aliat llatí que servís a les files de l'exèrcit romà.
La segona volia donar als aliats italians el dret de ciutadania. Livi Drus segurament va ser pressionat en aquest sentit pels aliats romans (una part dels quals van baixar i desfilar en formació militar a Roma) i d'altra banda li interessava que s'aprovés la llei per guanyar el seu suport. Però aquesta llei va ser rebutjada quan Drus va morir assassinat a casa seva per un desconegut que probablement estava a sou del senat romà. El senat va abolir amb un únic decret totes les lleis de Drus que no anaven en la mateixa direcció que el senat.